# Trichelodes delicatula
Trichelodes delicatula là một loài bọ cánh cứng trong họ Dermestidae. Loài này được Carter miêu tả khoa học năm 1935.